# بایرن-مونیخ
بایرن-مونیخ (آلمانی: Bayern-München) یکی از ایالت‌های تشکیل‌دهدهٔ امپراتوری مقدس روم از سال ۱۳۹۲ تا ۱۵۰۵ به‌شمار می‌آمد.

## تاریخچه

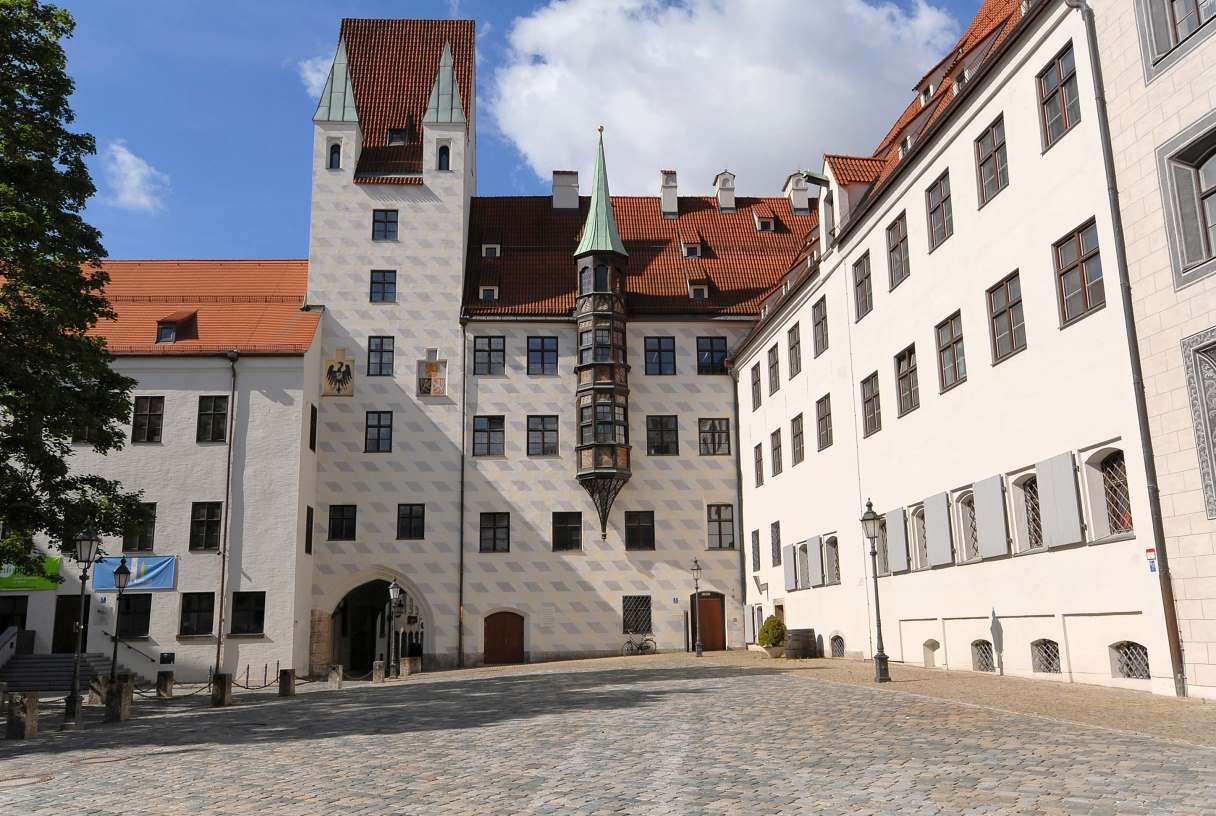
دربار کهن در مونیخ

پس از مرگ استفان دوم در سال ۱۳۷۵، پسران او یعنی استفان سوم، فردریک و ژان دوم به‌طور مشترک بر دوک‌نشینی بایرن-لاندسهوت فرمانروایی کردند. پس از هفده سال اما، برادران تصمیم گرفتند تا به‌طور رسمی سهم خود از ارث را بخش‌بندی کنند. ژان بایرن-مونیخ و استفان بایرن-اینگولشتات را دریافت کرده و فردریک هرچه از بایرن-لاندسهوت باقی‌مانده بود را دریافت کرد. در سال ۱۴۲۹ بخش‌هایی از بایرن-اشتراوبینگ، شامل شهر اشتراوبینگ، با بایرن-مونیخ یکی شد. این دوک‌نشینی پیش از اینکه توسط آلبرت چهارم، دوک بایرن مجدداً یکپارچه شود، تنها اندکی بیش از یک صد سال دوام آورد.